# Tobing Julu
Tobing Julu is een bestuurslaag in het regentschap Padang Lawas van de provincie Noord-Sumatra, Indonesië. Tobing Julu telt 391 inwoners (volkstelling 2010).